# Tubiga debilis
Tubiga debilis är en insektsart som beskrevs av Young 1977. Tubiga debilis ingår i släktet Tubiga och familjen dvärgstritar. Inga underarter finns listade i Catalogue of Life.